# 내촌-태릉 전투
내촌-태릉 전투는 1950년 한국 전쟁 발발 초기 육군사관학교장 이준식 준장이 이끄는 육군사관학교 및 생도대대와 배속된 전투경찰대대 등을 이끌고 6월 25일 13:00, 육군본부 명령에 따라 391번 도로를 통제할 수 있는 내촌면 부근의 감제고지에 배치하고 전투를 치러 제9연대와 더불어 불암산~태릉 일대에 방어진지를 편성하고 미아리~태릉 방어선의 우측 일각을 담당하며 치른 전투다.

## 전투 과정

### 내촌면 내리의 전황

#### 생도대대의 출동
내촌면 내리 부근은 포천과 기산리에서 퇴계원에 이르는 391번 도로상의 분기지점으로 만일에 이곳이 북한군 수중에 넘어가 북한군이 서울 동북쪽을 휩쓴다면 의정부의 보유가 아무런 뜻이 없는 까닭에 방어가 시급한 곳이었다.
채병덕 소장이 6월 25일 의정부 전황을 둘러보고 수도의 경비문제가 아주 위급한다고 판단하여 재경 각 군사학교의 기간병력을 집결시켜 수도경비를 충당할 예정으로 보병학교의 유해준 중령으로 하여금 보병학교 교도대와 육군사관학교 교도대및 생도대대를 통합하여 수도방어특별연대로 편성할 것을 지시하였다.
그러나 아주 급박한 상황 변화 때문에 보병학교와 사관학교 교도대는 1사단에 배속하여 문산에 급파하였고, 생도대대는 7사단의 동측방을 방어하도록 지시하였다. 이 명령을 받은 이준식 교장은 사관생도를 소총수로 출동시키는 것에 대한 찹찹한 심정도 있었으나, 조암 중령을 대대장으로 임명하여 생도대대를 편성하였다.
편성을 마친 대대는 16:00를 기하여 출동하였고, 391번 도로와 326번 도로가 맞닿는 'Y'자형 교차로 남쪽고지(372고지)에 진지를 급편케 하였고, 이 지역은 서파와 송우리로 통하는 요지로서 제 7사단 작전지역의 동측 후방에 해당되는 곳이다.

#### 내리 부근의 전황
06:00에 경찰대대가 현지에 도착하자 조암 중령이 이를 통합지휘하여 372고지 동북쪽의 330고지를 점령하도록 하였다. 이리하여 양 대대는 함께 진지를 보강하면서 일부 병력으로 정세를 탐색하였는데, 특히 제 1중대장 송인률 대위는 소대병력을 자신이 직접 지휘하여 내리 서쪽의 325번 도로상에 대 전차용 호를 파고, 대인 지뢰를 매설하는 등 방어 작업을 실시하였으나 15:00이 지나도록 이 지역에는 아무런 적 움직임이 없었다.
이윽고 16:00를 기하여 진목리의 경찰분소에서 대규모의 북한군이 국사봉(547고지) 남쪽으로 움직인다는 보고가 들어왔다. 이들은 북한군 제3사단 9연대 소속으로 대좌 김만익이 지휘하여 사단의 동 측방에 침공한 것으로 간주되었다.
이때에 생도대대는 동북쪽의 전황을 지켜보고 있었는데, 330고지를 점령한 적이 그 여세를 몰아 대대 정면으로 공격해왔다. 이리하여 그 주력이 82mm 박격포와 45mm 반전차포 및 기관총 등의 엄호하에 내리 서남쪽의 개활지를 횡단하려 하자 대대의 전 화력이 동시 집중 사격을 가하였는데 특히 진지 앞 300m 거리를 두고 최후 저지 사격을 가하였다.
그러나 이들은 쉽사리 물러서지 않고 내리 서쪽의 312고지 부근에서 분산병력을 취합하면서 포격을 증강하여 122mm 유탄포를 비롯한 120mm 박격포와 82mm 박격포 등으로 대대를 공격해 왔다. 그런데 이때 틈을 타서 북한군은 새로운 부대를 투입하여 대대의 좌우 양 측방으로 공격해 왔다.
이리하여 동측의 제 3중대와 서측의 1중대가 무너지게 되었고, 가까운 거리에서 수류탄 투하가 오고가며 약 30분 동안 격전이 거듭되는 사이 백병전이 전개되는 양상을 보였다.
이때 연락장교 김홍규 대위가 학교장 명령을 가져왔는데 이는 즉시 철수하여 학교 본부로 집결하라는 명령이었다. 이 철수 이유는 같은 시간 의정부 방어선이 무너진 것 때문이었다.

#### 태릉 저지선 형성
사관학교장 이준식 준장은 전선부대들이 철수하는 것으로 보아 전황이 불리함을 직각하고, 내리(포천 남쪽 13km)로 추진한 선도대대대를 6월 26일 19:00를 기하여 철수시켜, 이보다 먼저 만세교리(포천 북쪽 8km)에서 철수한 제9연대 제1대대와 같이 불암산 남동쪽 산기슭의 강릉(태릉 북쪽 1km) 일대에 전개시켜 사관학교 방어를 위한 진지를 편성하여 퇴계원 쪽으로부터 침입하는 적에 대비케 하였다.
이에 앞서 이 준장은 6월 25일 육군본부의 명령에 따라 김응용 소령이 이끄는 교도대대를 문산 방면으로 전진시키고, 생도대대를 내리의 372고지에 전개시켰던 것이다.
당시 대대장 조암 중령은 내리에서 철수한 생도대대를 재편하고 외출로부터 늦게 복귀한 생도로써 전력을 보강한 다음 6월 27일 08.00에 전술훈련장으로 이용한 A고지(일명 92고지)-F고지 간에 부대를 전개시키고 전투 태세를 갖추게 하였다.
전술한 바와 같이 생도대대는 6월 26일 내리로 출전하였는데, 이곳에서 남하하는 북한군 보병을 격퇴시키고 6월 26일 19:00, 교장의 철수 명령에 따라 같은날 23:00, 학교본부까지 후퇴하게 되었다.
그러나 척후임무를 띠고 있던 생도와 떨어진 곳에 배치되었던 일부 생도는 명령의 전달이 늦어 6월 27일 아침에 복귀하기도 하였는데, 주로 소대장, 분대장, 반장 등 직책을 수행하던 제1기생은 철수명령이 하달되자, 분대원이며 그들의 후배인 제2기생을 먼저 철수케하고 이들의 철수를 엄호하여 선배로서의 긍지를 발휘한 까닭에 제2기생은 2명의 손실만을 내었으나, 제1기생은 27명의 손실을 보았다.
이때의 편성을 보면, 대대장은 조암 중령, 부대장은 손관도 소령, 제1중대장은 송인률 대위, 제2중대장은 박응규 소령, 제3중대장은 이원엽 대위, 중화기 중대장은 박정서 대위였고, 참모로서는 정보, 작전주임이 이승우 대위, 군수주임 최영규 소령, 인사주임 최재명 대위 등으로 구성되었으며, 생도들은 일부 소대장직을 제외하고는 전원 병의 신분으로 출전하였던 것이다.
당시 제9연대 1대대는 6월 26일 16:00에 육군사관학교로 철수하였는데, 만세교리 전투에서 40명을 상실하고 600명이 이곳에서 집결하였다. 대대장 유환박 소령은 전 제7사단장이며, 육사 교장인 이준식 준장에게 이곳으로 철수하게 된 경위를 보고하고 학교에서 제공하는 식사를 마친 다음 휴식을 취하고 있었다.
그런데 동일 23:00 교장명령에 따라 학교에서 제공하는 차량으로 부대를 강릉으로 이동시켜 210고지를 점령하고 날이 밝은 다음 진지를 편성하였다. 연대장 윤춘근 중령은 이날 09:00 교장 이준식 준장의 안내로 대대를 찾게 되었다.
연대장은 동일 02:00에 측근의 소수병력을 지휘하여 육군사관학교로 철수한 것인데, 의정부 지구 전투사령관의 『지휘관은 사령부로 집결하라.』는 연락장교의 전달에 따라 08:00에 개최된 의정부지구 전투사령부 작전회의에 참가하였다.
당시의 연대장 윤춘근 중령은 그때를 회고하기를 『개전 이래 처음으로 유재흥 준장, 함준호 대령 그리고 제2사단의 연대장들과 자리를 같이 하게 되어, 북한군이 전면 남침하였음을 알았다.
이 회의는 창동 지역의 방어 명령의 하달이었으나, 나의 제9연대(-2)는 육사교장 이준식 준장의 작전 지휘하에서 태릉 지역 방어에 임하라는 것이었기 때문에 곧 태릉으로 돌아갔는데, 그로부터 얼마 뒤에 함준호 대령의 전사 통보를 받았다.』라고 하였다.

#### 태릉 저지선의 붕괴
이준식 준장은 생도대대와 제 9연대로서 이 지역의 방어에 임하던 바 6월 27일 석양에 적 기마대 수명이 퇴계원 삼거리를 배회하고 돌아갔을 뿐 진전에서의 접촉은 없었다. 창동 전선에서 최창언 중령이 이끄는 제5연대와 유의준 중령이 이끄는 제16연대 1대대의 300여명이 이날 19:00에 사관학교 부근으로 철수하였으나, 이들은 동일 23:00 학교지역을 떠나고 말았다.
이때에 정면에 투입된 것으로 알려진 북한군은 북한군 제3사단으로서 서울 침공을 목표로 의정부가도의 제4사단과 선두다툼을 하고 있었던 것이나 이들의 진출속도는 더뎠다. 그 까닭은 이들 정면에는 기계화부대가 기동할 양호한 도로망이 없었던 것이 그 첫째 이유이고, 내리 전투에서 아군 생도대대로부터 받은 피해가 컸던 것이 둘째 이유로 들 수 있는데, 병력이나 장비면에서 월등하게 우세한 이들도 전차없는 보병만의 전투에 있어서는 결코 아군보다도 우세하였다고는 보기 어려운 단면을 보여주었다.
그러나 이들은 내리 전투 이래 아무런 저항도 받음이 없이 6월 28일에는 서울 동북교의 중랑 천변까지 진출하였던 것이며, 이날 05:00부터 태릉 이역에 포격을 가하면서 08:00에는 1개 소대 병력으로 정찰을 시도하려는 것으로 보였다.
이무렵 교장 이준식 준장은 경원선을 따라 대부대가 행군하고 있음을 관망하게 되고, 이를 쌍안경으로 확인한즉 이들은 북상하는 국군이 아니라 남하하고 있는 북한군임을 알았다.
그리하여 준장은 부교장 이한림과 제9연대장 윤춘근 중령등 3자회의를 갖고 앞으로의 대책을 협의 하였는데, 여기에서 결의된 내용의 요지는 다음과 같다.
| 3자 회의 |
| 『①나는 휘하부대의 손실을 경감하고 재건을 도모하기 위하여 우선 한강 남안을 목표로 현 전선을 이탈하려 한다. ②철수의 순서는 생도대대, 제9연대로 하되, 제9연대는 현위치에서 생도대대의 철수를 엄호하라. ③철수개시 시간을 10:00로 예정하고 제1차 집결지를 광장동으로 예정한다. ④나는 생도대대의 후미를 따르려 한다』 이준식 육군사관학교장 준장 |

이 당시 육군본대와는 6월 27일 12:00부터 통신이 두절되고, 학교본부는 총참모장의 명령에 따라 다른 재경부대와 같이 시흥보병학교로 철수한 뒤였으므로 전투부대만이 남아 있었으며 병력운송용 차량은 전혀 없었다.
이때 생도대대는 A고지-F고지에 배치된 생도대대가 철수명령을 수령한 것은 28일 10:00였으나 최전방인 F고지에 비치된 제2중대에는 12:00에 전달되었으며 각개 생도들에게까지는 14:00가 지나서였다.
그런 까닭으로 먼저 전달을 받은 중대와 늦게 받은 중대사이에는 철수개시에 많은 격차를 보였으며, 생도대대가 철수할 무렵부터는 북한군의 포격이 치성한 탓으로 부대행동을 취할 겨를도 없었으려니와 철수경로나 집결지도 알려지지 않았기 때문에 학교 교정으로 향하여 각개 약진하였다.
이때 학교본부의 강당과 기타 건물들은 이미 파괴되고, 연병장 일대에도 적탄이 무수히 집중하고 있었으므로 시간을 지체할 상황이 되지 못하였다. 이리하여 일차적으로 집결한 150명은 부대대장 손관도 소령 지휘하에 광장동으로 철수하여 먼저 철수한 교장과 본부요원을 만나게 되었다.
손관도 소령이 병력을 지회하여 망우리 고개로 올라갈 때에 이의 뒤를 따랐던 대대장 조암 중령과 이승우 대위, 최영규 소령, 최재명 대위 등 3명의 참모요원이 동승한 지프차가 앞질러 고개로 올라갔고, 손 소령이 지휘한 주력은 용마봉의 능선을 따라 광장동으로 철수하였는데, 대대장이 탄 지프차는 고개의 중턱에서 숲속에 숨어있던 북한군 정찰병의 사격을 받게 되었다.
이에 당황한 대대장 조암 중령은 반사적으로 차에서 뛰어내리고, 차에 탔던 참모요원은 차를 급히 몰아 위험에서 벗어나게 되었으나, 조암 중령의 그 뒤 행방은 묘연하였다.
이리하여 먼저 철수한 생도들은 광장동에서 이날 17:00까지 한강을 도강할 수 있었으나, 늦게 철수한 생도들은 교문에서 적을 만나 사격을 받았고, 봉화산(학교 서남쪽 1km)에서는 기관총 사격으로 위협하였던 까닭에 다기 분산되어 서울로 또는 광장동으로 철수하여 본대에 합세하기도 하였다.
대대는 여기에서 100명의 손실을 보았는데, 제1기생 한정석 생도 등 11명의 사망을 확인하였을 뿐, 제2기생은 입교한지 불과 3주에 지나지 않았으므로 누가, 언제, 어디서 전사 또는 실종하였는지 분간할 수 없었다.
또한 철수명령을 받지 못한 생도들도 상당수가 있었다고 하는데, 그중 생도 및 병 20명은 철수하기로 결정하고 불암산으로 잠입하여 석천암, 불암사 등을 근거지로 한 유격활동을 전개하였다.
이때 불암사 주지 윤용문과 불암동의 주민 박태흥, 임용문 등은 이들에게 은신처와 식사, 정보 등을 제공하여 적극 지원하고, 이 부대를 「호랑이 부대」라고 호칭하였다는 것이다,
이 「호랑이 부대」는 주지와 주민들의 적극적인 협조를 받아, 그들의 퇴계원 보급소-창동수송대-육군사관학교에 설치한 간이훈련소등을 습격하여 적의 후방기능을 마비시키고 주민을 보호하면서 국군의 북진을 기다리고 있었는데, 퇴각길에 있었던 북한군은 9월 25일 육군사관학교 기물과 생도들이 사용하였던 매트리스 등을 주민 100명 동원하여 우마차에 싣고 북으로 옮겨갔다는 사실을 주민의 제보로 알게 되었다.
이때 남은 대원은 9명이였는데, 기물을 빼앗기는 한이 있어도 주민만은 북으로 보낼 수 없다는 결의로써 경기도 양주군 진접면 내각리 산속에 매복하여 접근하는 그들에게 일제사격을 가하여 주민들을 도주시키는데 성공하였으나, 이 「불암산 호랑이」는 햇빛을 보지 못하고 초야의 이슬로 사라지고 말았다.
이러한 사실은 세상에 널리 알려지지 않았으나 이곳 주민들 사이에는 신화와 같이 구전되어 오늘에 이르고 있으며, 유일하게 생환한 김원기 생도에 의해서 밝혀진 유격대원의 명단이 밝혀진 바 있다.
당시 제9연대 1대대는제9연대장 윤춘근 중령이 지휘하는 제1대대는 생도대대가 철수한 것을 확인하고 14:00부터 철수하였다. 이때에 대대장 유 소령은 제1중대를 엄호부대로 하여 현 위치에서 대대의 철수를 엄호케 하였는데, 사관학교 지역에 적 포격이 치성한 까닭으로 철수로를 E고지-391번도로-망우리-용마봉-광장동으로 예정하였다.
E고지에서는 윤병준 중위가 이끄는 제2중대로 하여금 제 1중대의 철수를 엄호하는 동시에 최춘삼 중위가 이끄는 제3중대로서는 구릉산(망우리 북쪽 1.5km)을 확보케 하여 질서있는 철수를 하게 하였다.
철수하는 도중 분, 소대규모의 적과 수차례 조우하였으나 그때마다 그들이 퇴각하였기 때문에 교전상황은 없었다. 그러나 E고지를 횡단할 때에 북한군 포탄으로 장원순, 금강석 양 중위를 포함하여 5명의 전사자와 20명의 사상자를 내기도 하였다.
이리하여 대대는 17:00에 광장동으로 철수완료하고, 생도대대의 도강을 엄호한 다음, 3척의나룻배로 이날 22:00까지 한강을 동강 완료하였다.
이때 제5연대의 연대장 최창언 중령은 6월 27일 19:00에 그가 지휘한 200명과 제16연대 1대대장 유의준 중령이 이끄는 100명 등 도합 300명을 사관하교 부근의 고아원에 수용시키고 사관학교에서 제공한 주먹밥으로 식사를 하게 하였으나 이들 대부분은 식사가 끝난 직후 또는 주먹밥을 손에 든 채 쓰러져 잠이 들고 말았다.
이무렵 폭우가 쏟아지고 서울 상공에는 예광탄이 수없이 오르고 있음을 볼 수 있었는데, 최창언 중령은『이날 창동선에서의 적의 위세로 보아 지금쯤은 서울에 침습하였을 것이다.』라고 생각하고 차갑준 소령과 유의준 중령, 작전장교 현계용 중위 등과 앞으로의 대책을 협의하였으나, 묘안을 찾지 못하였다.
그리하여 교장 이준식 준장의 지시를 받기 위하여 동 준장을 찾았으나 만나지 못하고, 그와 상의한 결과 포위망 속에 있을지 모를 이곳을 떠나야 한다는데 의견의 합치를 보았다.
그러나 다음 집결지에 있어서는 최 중령과 차 소령의『한강 남쪽으로 철수하여 전세를 관망한 다음 대처하도록 하자.』고 한데 반하여 유 중령은『서울로 가서 본대와 합세하여 싸우는 것이 옳다.』는 엇갈린 주장을 하여 결국 유 중령은 서울로 떠났고, 최 중령은 자고 있는 병사들을 깨워서 이탈을 방지하기 위하여 새끼줄로 각장의 허리를 연결한 다음 23:00 광장동의 향하여 출발하였다.
이리하여 제5연대(-)는 6월 28일 05:00 광장동에 도착하였으나 광진교는 이미 폭파된 뒤였다. 최 중령은 유 중령의 판단이 옳았음을 깨닫고 강변을 따라 지금의 경마장 부근까지 갔을 때 서울로 간다던 유 중령이 뛰어 오면서『서울은 완전 점령당하였다.』고 하였던 까닭에 다시 광장동으로 돌아갔다.
이때가 08:00였는데 거기에는 피난민들이 몰려들어 3척의 배를 놓고 서로 먼저 타려고 아우성을 이루고 있는 현상이었다. 최 중령은 피난민들에게『군인이 먼저 건너야 반격을 할 수 있지 않느냐?』고 타일러, 이 배로써 병력을 다 이동시키고, 피난민까지도 군인 통제하에서 도강시킨 다음 이날 석양에 이준식 준장이 지휘하는 생도대대에 배를 인계하였다.